# Eugen Ziegele
Eugen Ziegele (* 22. Juli 1872 in Stuttgart; † nach 1934) war ein deutscher Verwaltungsbeamter.

## Leben
Ziegeles Vater war Kanzleirat und Kassier der Württembergischen Sparkasse. Er selbst legte 1890 die Aufnahmeprüfung für das Seminar in Tübingen ab und studierte 1891 bis 1893 zunächst Philosophie und evangelische Theologie, ab 1893 Regiminalwissenschaft an der Universität Tübingen. Im Wintersemester 1891/92 wurde er Mitglied der Studentenverbindung Lichtenstein Tübingen. 1896 bis 1898 war er mit Privatstudien in Stuttgart beschäftigt. 1898 bestand er die erste, 1899 die zweite höhere Dienstprüfung.
Seine ersten Anstellungen erhielt Ziegele ab 1899 als Amtmann bei den Oberämtern Leonberg, Urach, Rottenburg, Tettnang, Esslingen und Ulm sowie bei der Stadtdirektion Stuttgart. 1902 wurde er Amtmann beim Oberamt Göppingen unter Belassung bei der Stadtdirektion Stuttgart. Währenddessen war er 1903 bis 1905 Polizeiamtmann in Cannstatt unter Beurlaubung aus dem württembergischen Staatsdienst. 1905 bis 1911 war er wieder Amtmann bei der Stadtdirektion Stuttgart und währenddessen 1906 unter erneuter Beurlaubung 1906 kommissarisch beim Kaiserlichen Statistischen Amt in Berlin beschäftigt. Zudem war er 1908/09 Kollegialhilfsarbeiter bei der Ministerialabteilung für den Straßen- und Wasserbau sowie stellvertretender Vorsitzender des Schiedsgerichts I für Arbeiterversicherung in Stuttgart und 1909 bis 1911 Hilfsarbeiter im Ministerium des Innern. 1911 wurde er zum Assessor bei Ministerium des Innern ernannt. 1913 wurde er Oberamtmann des Oberamts Neuenbürg, 1918 als Regierungsrat Verwaltungsratsvorsitzender der Pensionskasse für Körperschaftsbeamte und Vorstand der Landwirtschaftlichen Berufsgenossenschaften für den Neckarkreis. 1921 wurde er zum Oberregierungsrat befördert. 1934 trat er in den Ruhestand.

## Auszeichnungen
- Landwehr-Dienstauszeichnung 2. Klasse